# Fairchild, Wisconsin
Fairchild là một làng thuộc quận Eau Claire, tiểu bang Wisconsin, Hoa Kỳ. Năm 2006, dân số của làng này là 564 người.